# Jallerange
Jallerange é uma comuna francesa na região administrativa de Borgonha-Franco-Condado, no departamento de Doubs. Estende-se por uma área de 5,41 km². Em 2010 a comuna tinha 267 habitantes (densidade: 49,4 hab./km²).